# Кривцов, Владимир Николаевич
Влади́мир Никола́евич Кривцо́в (4 июня 1914, село Белое, ныне Любытино, Новгородская губерния — 22 апреля 1979, Ленинград) — советский писатель, переводчик и критик, востоковед-китаист.

## Биография
Владимир Кривцов родился в семье Николая Ивановича Кривцова и Александры Николаевны Кривцовой (Лебедевой). Его отец был 12-м ребёнком в семье Ивана Павловича Кривцова, купца III гильдии. После революции отец работал по найму — продавцом, грузчиком, бракёром в порту. Отец умер зимой 1942 г. в Ленинграде. Мать, эвакуированная весной 1942 года из Ленинграда, умерла в г. Алма-Ата в 1944 г.
Владимир Кривцов был старшим ребенком в семье Кривцовых. В 1930—1932 годы Владимир Кривцов работал слесарем на заводах в Ленинграде. После вечернего рабфака при заводе «Электросила» в 1932г Владимир Кривцов поступил в Ленинградский Государственный Университет (ЛГУ), который окончил в 1937 году по кафедре китайской филологии. Ученик академика В. М. Алексеева. В 1937-1939 гг. — научный сотрудник Института Востоковедения АН СССР.
С 1939 по 1960 год В. Н. Кривцов служил в Советской Армии, сначала красноармейцем, а с марта 1941 года офицером-политработником. Участник Великой Отечественной войны и войны с Японией. Награждён тремя орденами Красной Звезды и многими медалями. С 1942 года член КПСС.
Долгие годы служил на Дальнем Востоке, в Забайкалье, Маньчжурии, Хабаровске. С 1953 года — начальник лекторского бюро и зам. начальника Ленинградского окружного Дома офицеров по пропаганде. С этой должности, в чине подполковника, Владимир Николаевич Кривцов вышел в отставку в 1960 году.
С 1952 года Владимир Николаевич Кривцов — член Союза писателей СССР. С 1965 года — член редколлегии журнала «Нева» (с 1965 по 1975 год заведовал отделом прозы журнала). С 1955 года — бессменный заместитель председателя правления Общества Советско-китайской дружбы.
Владимир Николаевич Кривцов ушёл из жизни 22 апреля 1979 года и похоронен на мемориальном кладбище в п. Комарово.

## Творчество
С 1949 года В. Н. Кривцов систематически занимался литературной работой. Одним из первых познакомил советских читателей с произведениями китайской литературы. В переводах В. Н. Кривцова и с его предисловиями выходили романы, повести и рассказы Чжао Шу-ли, Чжоу Ли-бо, Ду Пэн-чена,Ван Юань-цзяня,Лю Бай-юя и др. Владимиру Кривцову принадлежит большое число очерков о Китае и китайской литературе; публикации в периодических изданиях: журналы «Звезда», «Нева», «Иностранная литература», «Дальний Восток», «Огонёк» и др.; газеты «Литературная газета», «Литературная Россия», «Красная Звезда»; публикации в зарубежных изданиях на китайском, монгольском и немецком языках.
Главным делом жизни В. Н. Кривцова был роман «Отец Иакинф», о выдающемся русском учёном — востоковеде XIX века, основоположнике отечественного китаеведения Иакинфе Бичурине. Еще до войны в Институте Востоковедения АН СССР В. Н. Кривцов принимал участие в подготовке многотомной истории Китая (перевод Иакинфа Бичурина «Цзычжи Тунцзень ган-му»). Отец Иакинф — монах, в миру, Никита Яковлевич Бичурин, был чрезвычайно знаменит в XIX веке. Большой ученый, он открыл для русской и европейской культуры — китайскую, и до сих пор ни один серьезный исследователь прошлого Азиатского Востока не может пройти мимо его трудов. Бичурин 14 лет возглавлял Русскую духовную миссию в Пекине. Сын деревенского дьякона, он был избран членом-корреспондентом Императорской Академии наук и действительным членом Азиатского общества в Париже. При этом «характер у него был неистовый, страстный, и ум безбоязненный… карьера его в Николаевской России сплошь состояла из драматических перепадов от удачи к опале и обратно». Сам Пушкин говорил о нем с уважением, близким к восторгу, мечтал поехать с ним в Китай, в далекую и таинственную в то время страну.
В 1971 году в журнале «Нева» был опубликован роман «Путь к великой стене» — первая книга дилогии об Иакинфе Бичурине. В 1972 году роман «Путь к великой стене» вышел в Лениздате отдельной книгой, а в 1976 году опубликована вторая книга дилогии — роман «Время собирать камни». В 1978 году — роман «Отец Иакинф». До конца дней В. Н. Кривцов работал над продолжением романа «Отец Иакинф». После 1979 года было несколько переизданий романа «Отец Иакинф».
К 90-летию В. Н. Кривцова, в 2004 году в журнале «Нева», были напечатаны ранее не публиковавшиеся две его рукописи: «Как я работал над романом „Отец Иакинф“»; «Бичурин и Пушкин» (из доклада, прочитанного на научной сессии, посвящённой 200-летию со дня рождения Н. Я. Бичурина, 1977 год). Эти публикации предваряла статья С. Лурье «Настоящий».

## Переводы
- Чжао Шу-ли. Перемены в Лицзячжуане (повесть). М., 1949 (предисловие). 171с.
- Чжао Шу-ли. Женитьба маленького Эр-хэя (и др. рассказы). М.,1950-1974.
- Ду Пэн-чэн. Битва за Яньань (роман). М., 1957 (совместно с А. Гатовым) 531с.
- Чжоу Ли-бо. Весна приходит в горы (роман). М., 1960. 317с.
- Чжоу Ли-бо. Чистые ручьи (роман). М., 1962 (предисловие). 300с.

## Книги
- Путь к Великой стене (роман). // Нева. 1971, № 12. 1972, № 1.
- Путь к Великой стене (роман). Л., 1972, 291 с.
- Время собирать камни (роман) // Нева. 1976, № 11,12.
- Отец Иакинф (роман). Л., 1978, 653 с.; Л., 1984; М., 1988.